# Българско училище „Асен и Илия Пейкови“
Българското училище „Асен и Илия Пейкови“ е училище на българската общност в град Рим, Италия. Създадено е през 2014 г. и е част от Асоциацията на българските училища в чужбина (от 2016 г.) и има филиал във Флоренция (от 2022 г.). Администрира се от културната асоциация „Паралел 43“, ангажирана с организирането на семинари, изследвания и отпечатването на книги, свързани с историята и културата на България, Италия и Ватикана.

## История
Училището се създава през 2014 г. в Рим. На следващата година става член на Асоциацията на българските училища в чужбина.
През 2017 г. училището е домакин на първия събор на българските училища по света по повод националния български празник на 24 май – Деня на светите братя Кирил и Методий, на българската азбука, просвета и култура и на славянската книжовност. Тогава ученици и родители от различни държави се събират в Рим на поклонение на гроба на св. Константин-Кирил Философ в базиликата „Сан Клементе“.

## Ученици
Брой на учениците през учебните години:
- 75 – учебна 2019/2020 г.[3]